# Quararibea ciroana
Quararibea ciroana är en malvaväxtart som beskrevs av José Cuatrecasas. Quararibea ciroana ingår i släktet Quararibea och familjen malvaväxter. Inga underarter finns listade i Catalogue of Life.